# Мортенсен, Кристиан
Томас Петер Торвальд Кристиан Фердинанд Мортенсен (дат. Thomas Peter Thorvald Kristian Ferdinand Mortensen; 16 августа 1882, деревня Скоруп, Дания — 25 апреля 1998, Сан-Рафел, Калифорния, США), в зрелости известный как Кристиан Мортенсен (англ. Christian Mortensen) — датско-американский долгожитель. На момент смерти, по мнению многих авторитетных исследователей, он стал старейшим из когда-либо живших мужчин, чей возраст не вызывает сомнений. Мортенсен был крещён в церкви «Fruering» 26 декабря 1882 года. Кроме церковной записи о крещении, его возраст также подтверждается сведениями из переписи населения Дании 1890 и 1901 годов, документами об иммиграции, а также церковными записями 1896 года.
Возраст Мортенсена был проверен Джоном Уилмортом, демографом из Калифорнийского университета в Беркли.

## Биография
В 1903 году Кристиан Мортенсен иммигрировал в США, где сменил множество мест проживания и работы, включая должность молочника и рабочего на консервном заводе. В Дании Мортенсен работал в сельскохозяйственной области и обучался профессии портного. Он был женат непродолжительное время, однако брак не оказался счастливым, и Мортенсен не нажил детей. Впоследствии он не заводил серьёзных отношений с женщинами. Кристиан любил рыбу и мясо птицы, но избегал употребления в пищу красного мяса. Жажду Мортенсен утолял кипячёной водой.
В 1973 году Кристиан Мортенсен самостоятельно приехал в дом престарелых «Aldersly Retirement Community» в городе Сан-Рафаэль (окрестности Сан-Франциско), и заявил его работникам, что хочет остаться. Там он и прожил последние 25 лет своей жизни.
Мортенсен в последние годы жизни почти потерял зрение и почти всё время проводил в кресле-каталке, слушая радио. На момент его смерти в живых не было никого из его родственников.
Скончался Кристиан Мортенсен 25 апреля 1998 года, в возрасте 115 лет и 252 дней.

## Рекорды долголетия
В августе 1997 года Мортенсен рассчитывал получить от книги рекордов Гиннеса титул «Старейшего жителя Земли», но случилось недоразумение — другая кандидатура была рассмотрена в последний момент, и 14 августа 1997 года старейшей жительницей Земли была признана Мария-Луиза Мейёр из Канады, чей возраст составлял 116 лет. Недовольный Мортенсен проворчал: «Они сделали это лишь ради того, чтобы испортить мне день рождения» (ему оставалось 2 дня до 115-летия). Тем не менее, когда был обнаружен ещё один человек старше него (американка Сара Кнаусс), Кристиан смягчился и пошутил: «Се ля ви». И всё же Мортенсен получил титул «старейшего из живущих мужчин», хотя он и не был официальным (официальный статус титула был прерван с момента смерти Джона Эванса в 1990 году и до середины 2000-х годов).
Он — старейший из всех мужчин, живших в США, а также самый старый из рождённых в Дании. На момент смерти Мортенсен занимал второе место среди старейших живущих людей, уступая лишь своей соотечественнице Саре Кнаусс. Ему было 115 лет и 252 дня.
19 января 1998 года после смерти Мэгги Барнс он остался последним живущим человеком, рождённым в 1882 году.
Также, на момент своей смерти он был 6-м старейшим человеком в истории.